# Чернолицый пегий канюк
Чернолицый пегий канюк (лат. Leucopternis melanops) — вид хищных птиц из семейства ястребиных (Accipitridae). Подвидов не выделяют. Распространены в Южной Америке.

## Описание
Чернолицый пегий канюк — небольшая хищная птица с длиной тела 35—43 см и размахом крыльев от 65 до 78 см. Самки тяжелее самцов и весят от 329 до 380 г, тогда как самцы — от 297 до 319 г 250 г. Крылья короткие и широкие с закруглёнными краями, хвост широкий. Половой диморфизм в окраске оперения не выражен. Голова белого цвета с чётко очерченной чёрной маской и широкими чёрными полосами на макушке и задней части шеи. Верхняя часть тела грифельно-чёрного цвета; мантия и лопатки в белых пятнах. Хвост с белой средней полосой и белым кончиком. Нижняя часть тела белая. Глаза серые, коричневые или коричневато-жёлтые. Восковица от оранжевого до оранжево-красного цвета. Ноги оранжево-жёлтые. Ювенильные особи похожи на взрослых, но белые части головы и нижней части тела с кремовым оттенком; чёрные полосы на макушке, задней части шеи и мантии более тонкие; спина и крылья с тонкой охристой или коричневой каймой; на хвосте частично видна вторая полоса.

## Биология
Биология исследована недостаточно. Отрывочные сведения о питании свидетельствует, что чернолицый пегий канюк питается ящерицами и другими пресмыкающимися, крупными насекомыми и мелкими птицами. Охотится с присады.

## Распространение и места обитания
Распространены в Южной Америке к северу от Амазонки: Перу, северо-восток Эквадора, Венесуэла, юг Колумбии и Бразилии, Гайана. Обитают в субтропических и тропических влажных равнинных лесах, на опушках лесов, вдоль рек и мангровых зарослей. Встречаются на высоте до 1000 м над уровнем моря.